# Impatiens chimiliensis
Impatiens chimiliensis är en balsaminväxtart som beskrevs av Comber. Impatiens chimiliensis ingår i släktet balsaminer, och familjen balsaminväxter. Inga underarter finns listade i Catalogue of Life.